# Клоцов сборник
Клоцовият сборник (на латински: Glagolita Glocianus) е глаголически ръкопис от XI век.
От него са запазени едва 14 листа. Те са с голям формат и са изработени от пергамент. Въз основа на номерацията се смята, че пълният ръкопис е съдържал 488 листа. Запазената част включва част от слово на Йоан Златоуст, посветено на празника Връбница.

## История
До втората половина на XV век Клоцовият сборник е собственост на рода Франкопан, владетели на остров Крък в Далмация. След смъртта на владетеля на Франкопаните, ръкописът остава без подвързия и е разкъсан на няколко части. През ΧΙΧ век граф Клоц става собственик на 12 от листовете, които малко преди смъртта си в 1856 г. подарява на градския музей в Тренто, Италия. Другите два листа са отделени при неизвестни обстоятелства и днес се пазят в музея „Фердинандеум“ в Инсбрук, Австрия.
Дванайсетте листа от Клоцовия сборник са издадени за първи път от Йериней Копитар (Glagolita Clozianus, 1836). В изданието си Копитар излага своята панонска теория за произхода на кирило-методиевския език и окончателно оборва господстващата дотогава теза на Й. Добровски за ранния произход на кирилицата спрямо глаголицата. 

## Езикови особености
Клоцовият сборник е писан с обла, висяща глаголица с преход към ъгловати начертания. В езика се наблюдават редица фонетични моравизми, които съжителстват с по-нови, преславски особености в лексиката. 

## Издания и изследвания
- Bartholomaeus Kopitar – Glagolita Clozianus, 1836
- Франц Миклошич издава през 1860 г. двата листа от Инсбрук.
- „Glagolita Clocuv“, 1893 г., Прага – пълно издание на сборника от Вацлав Вондрак.
- Пълно издание на Антонин Достал от 1959 г. Включва обстоен увод, бележки, речник и гръцките оригинали от които е правен преводът.
- Damjanović, Stjepan. Slovo iskona. Zagreb, Matica hrvatska, 2004
- ((la)) Glagolita Clozianus, 1836 edition by Bartholomaeus Kopitar
- Zum Glagolita Clozianus, 1860 edition by Franc Miklošič
- Facsimile of the 2 folios from Innsbruck Архив на оригинала от 2012-02-22 в Wayback Machine.
- Štefanić, Vjekoslav. Kločev glagoljaš i Luka Rinaldis.